# Georgi Oesjakov

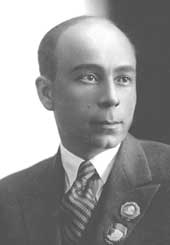
Georgi Oesjakov

Georgi Aleksejevitsj Oesjakov (Russisch: Георгий Алексеевич Ушаков) (Lazarevskoje (nu JAO), 30 september [O.S. 17 september] 1901 - Moskou, 3 december 1963) was een Sovjet-Russisch geograaf en poolonderzoeker (Arctis). 

## Biografie
Georgi Oesjakov werd geboren in een gezin van Chabarovskse Kozakken. In 1916 nam hij op 15-jarige leeftijd deel aan zijn eerste expeditie onder leiding van Vladimir Arsenjev.
In 1926 leidde hij de stichting van de later naar hem vernoemde eerste Russische nederzetting en de bouw van een weerstation op het eiland Wrangel, waar hij drie jaar verbleef, alvorens de expeditie werd geëvacueerd na drie jaren van bijna volledige isolatie. 
Daarop begon de periode van het in kaart brengen van de laatste grote witte vlekken in het Russische poolgebied; de archipels Frans Jozefland en Noordland. Oesjakov werd daarbij samen met Nikolaj Oervantsev, Sergej Zjoeravljov en Vasili Chodov door de ijsbreker Georgi Sedov in 1930 afgezet in Noordland en wel op het eiland Domasjni van de Sedov-archipel. Aldaar bouwden Oesjakov en zijn metgezellen een poolstation en hielden zich vervolgens tot 1932 bezig met de enorme klus van het in kaart brengen en het geven van namen aan alle geografische objecten van Noordland, waarvan tot dan toe werd aangenomen dat het een grote landmassa betrof. 
Van 1932 tot 1936 was hij vervolgens actief voor het Hoofdbestuur Noordelijke Zeeroute, tijdens welke tijd hij in 1935 de eerste Sovjetexpeditie op de ijsbreker Sadko leidde naar de 'hoge' breedtegraden van de Arctis; naar de noordelijke ongekarteerde delen van de Karazee, waar het naar hem vernoemde eiland Oesjakov werd ontdekt. Tijdens deze reis werd ook het wereldrecord voor noordelijkste vrije vaart (82°4'N) ten noorden van de noordpoolcirkel verbroken.
Van 1936 tot 1939 was hij vervolgens de eerste directeur van het nieuw opgerichte Hoofdbestuur van de Hydrometeorologische Dienst van de Sovjet-Unie. In de winter van 1937 kwam de Sadko samen met twee andere schepen vast te zitten in het pakijs van de Laptevzee, waarbij Oesjakov tijdens de overwintering belangrijke winterobservaties verrichtte. Van 1940 tot 1958 was hij actief voor de Sovjetacademie van Wetenschappen. Hij was medeoprichter van het Sjirsjovinstituut voor Oceanologie en degene die aanstuurde op het ombouwen van het vrachtschip Mars tot het onderzoeksschip Vitjaz dat deelnam aan vele internationale onderzoeken op de wereldzeeën (en waarnaar o.a. de Vitjazdiepte 1 is vernoemd). In 1950 verkreeg hij vanwege zijn werk de titel van doctor zonder dat hij een proefschrift hoefde in te dienen. Voor zijn werk werd hij verder onderscheiden met de Orde van de Rode Vlag van de Arbeid, de Leninorde (destijds de hoogste onderscheiding van de Sovjet-Unie) en de Orde van de Rode Ster.
Oesjakov wenste bij zijn dood begraven te worden op het door hem in kaart gebrachte Noordland. Zijn wil werd uitgevoerd: een urn met zijn as werd in 1963 door een schip afgeleverd op het eiland Domasjny en daar in een betonnen piramide geplaatst.
Vernoemd naar Oesjakov zijn het dorp Oesjakovskoje en Kaap Oesjakov op Wrangel, het eiland Oesjakov in de Karazee, de rivier Oesjakova in Noordland (Oktoberrevolutie), het Oesjakovgebergte in Enderbyland (Antarctica) en een aantal zeeschepen vernoemd.